# جون هايلاند
جون هايلاند (بالإنجليزية: John Hyland)‏ هو ضابط أمريكي، ولد في 1 سبتمبر 1912 في فيلادلفيا في الولايات المتحدة، وتوفي في 25 أكتوبر 1998 في هونولولو في الولايات المتحدة.